# Damernas turnering i fotboll vid olympiska sommarspelen 2016
Damernas turnering i fotboll vid olympiska sommarspelen 2016 spelades mellan 3 och 19 augusti 2016 i Rio de Janeiro och på fem andra orter i Brasilien. 12 lag uppdelade på tre grupper deltog i turneringen.

## Spelschema
Spelschemat för damernas turnering offentliggjordes den 10 november 2015.
| G | Gruppspel | ¼ | Kvartsfinaler | ½ | Semifinaler | B | Bronsmatch | F | Final |

| Tävling↓/Datum → | Ons 3 | Tor 4 | Fre 5 | Lör 6 | Sön 7 | Mån 8 | Tis 9 | Ons 10 | Tor 11 | Fre 12 | Lör 13 | Sön 14 | Mån 15 | Tis 16 | Ons 17 | Tor 18 | Fre 19 | Fre 19 | Lör 20 | Lör 20 |
| ---------------- | ----- | ----- | ----- | ----- | ----- | ----- | ----- | ------ | ------ | ------ | ------ | ------ | ------ | ------ | ------ | ------ | ------ | ------ | ------ | ------ |
| Damer            | G     |       |       | G     |       |       | G     |        |        | ¼      |        |        |        | ½      |        |        | B      | F      |        |        |

## Kvalificerade nationer
12 lag från sex olika kontinenter kvalade in till spelen. Brasilien var som värdnation automatiskt kvalificerade.
| Turnering                  | Datum                     | Spelplats        | Platser | Kvalificerade |
| -------------------------- | ------------------------- | ---------------- | ------- | ------------- |
| Värdnation                 | 2 oktober 2009            | Danmark          | 1       | Brasilien     |
| Copa América Femenina 2014 | 11 – 28 september 2014    | Ecuador          | 1       | Colombia      |
| Världsmästerskapet 2015    | 6 juni – 5 juli 2015      | Kanada           | 2       | Frankrike     |
| Världsmästerskapet 2015    | 6 juni – 5 juli 2015      | Kanada           | 2       | Tyskland      |
| Afrika (kvaltävling)       | 2 – 18 oktober 2015       | Flera platser    | 2       | Sydafrika     |
| Afrika (kvaltävling)       | 2 – 18 oktober 2015       | Flera platser    | 2       | Zimbabwe      |
| Oceanien (kvaltävling)     | 23 januari 2016           | Papua Nya Guinea | 1       | Nya Zeeland   |
| Nordamerika (kvaltävling)  | 11 – 21 februari 2016     | USA              | 2       | Kanada        |
| Nordamerika (kvaltävling)  | 11 – 21 februari 2016     | USA              | 2       | USA           |
| Asien (kvaltävling)        | 29 februari – 9 mars 2016 | Japan            | 2       | Australien    |
| Asien (kvaltävling)        | 29 februari – 9 mars 2016 | Japan            | 2       | Kina          |
| Europa (kvaltävling)       | 2 – 9 mars 2016           | Nederländerna    | 1       | Sverige       |
| Totalt                     |                           |                  | 12      |               |

## Arenor
| Rio de Janeiro    | Brasília                                                           | Rio de Janeiro                                                     | Belo Horizonte    |
| ----------------- | ------------------------------------------------------------------ | ------------------------------------------------------------------ | ----------------- |
| Maracanã          | Estádio Nacional                                                   | Estádio Olímpico                                                   | Mineirão          |
| Kapacitet: 74 738 | Kapacitet: 69 349                                                  | Kapacitet: 60 000                                                  | Kapacitet: 58 170 |
|                   |                                                                    |                                                                    |                   |
| Salvador          | · Rio de Janeiro Brasília Belo Horizonte Salvador São Paulo Manaus | · Rio de Janeiro Brasília Belo Horizonte Salvador São Paulo Manaus | São Paulo         |
| Arena Fonte Nova  | · Rio de Janeiro Brasília Belo Horizonte Salvador São Paulo Manaus | · Rio de Janeiro Brasília Belo Horizonte Salvador São Paulo Manaus | Arena Corinthians |
| Kapacitet: 51 900 | · Rio de Janeiro Brasília Belo Horizonte Salvador São Paulo Manaus | · Rio de Janeiro Brasília Belo Horizonte Salvador São Paulo Manaus | Kapacitet: 48 234 |
|                   | · Rio de Janeiro Brasília Belo Horizonte Salvador São Paulo Manaus | · Rio de Janeiro Brasília Belo Horizonte Salvador São Paulo Manaus |                   |
| Manaus            | · Rio de Janeiro Brasília Belo Horizonte Salvador São Paulo Manaus | · Rio de Janeiro Brasília Belo Horizonte Salvador São Paulo Manaus |                   |
| Arena da Amazônia | · Rio de Janeiro Brasília Belo Horizonte Salvador São Paulo Manaus | · Rio de Janeiro Brasília Belo Horizonte Salvador São Paulo Manaus |                   |
| Kapacitet: 40 549 | · Rio de Janeiro Brasília Belo Horizonte Salvador São Paulo Manaus | · Rio de Janeiro Brasília Belo Horizonte Salvador São Paulo Manaus |                   |
|                   | · Rio de Janeiro Brasília Belo Horizonte Salvador São Paulo Manaus | · Rio de Janeiro Brasília Belo Horizonte Salvador São Paulo Manaus |                   |

## Spelartrupper
Damernas turnering var en fullständig internationell turnering utan några restriktioner för ålder. Varje nation skulle ställa upp med en trupp på 18 spelare.

## Gruppspel
Gruppvinnarna, grupptvåorna och två av de bästa tredjeplacerade lagen gick vidare till kvartsfinalerna.

### Grupp E
| Nr | Lag       | S | V | O | F | GM | IM | MS | P |
| -- | --------- | - | - | - | - | -- | -- | -- | - |
| 1  | Brasilien | 3 | 2 | 1 | 0 | 8  | 1  | +7 | 7 |
| 2  | Kina      | 3 | 1 | 1 | 1 | 2  | 3  | −1 | 4 |
| 3  | Sverige   | 3 | 1 | 1 | 1 | 2  | 5  | −3 | 4 |
| 4  | Sydafrika | 3 | 0 | 1 | 2 | 0  | 3  | −3 | 1 |

| 1           | 3 augusti 2016 | Sverige           | 1 – 0           | Sydafrika | Estádio Olímpico João Havelange                                |                                                                |
| 13:00 UTC−3 | 13:00 UTC−3    | Nilla Fischer 76′ | (0 – 0) Rapport |           | Rio de Janeiro Publik: 13 439 Domare: Teodora Albon (Rumänien) | Rio de Janeiro Publik: 13 439 Domare: Teodora Albon (Rumänien) |
| 13:00 UTC−3 | 13:00 UTC−3    |                   |                 |           | Rio de Janeiro Publik: 13 439 Domare: Teodora Albon (Rumänien) | Rio de Janeiro Publik: 13 439 Domare: Teodora Albon (Rumänien) |
| 13:00 UTC−3 | 13:00 UTC−3    |                   |                 |           | Rio de Janeiro Publik: 13 439 Domare: Teodora Albon (Rumänien) | Rio de Janeiro Publik: 13 439 Domare: Teodora Albon (Rumänien) |

| 3           | 3 augusti 2016 | Brasilien                                                  | 3 – 0           | Kina | Estádio Olímpico João Havelange                              |                                                              |
| 16:00 UTC−3 | 16:00 UTC−3    | Mônica Alves 36′ Andressa Alves da Silva 59′ Cristiane 90′ | (1 – 0) Rapport |      | Rio de Janeiro Publik: 27 618 Domare: Carol Chenard (Kanada) | Rio de Janeiro Publik: 27 618 Domare: Carol Chenard (Kanada) |
| 16:00 UTC−3 | 16:00 UTC−3    |                                                            |                 |      | Rio de Janeiro Publik: 27 618 Domare: Carol Chenard (Kanada) | Rio de Janeiro Publik: 27 618 Domare: Carol Chenard (Kanada) |
| 16:00 UTC−3 | 16:00 UTC−3    |                                                            |                 |      | Rio de Janeiro Publik: 27 618 Domare: Carol Chenard (Kanada) | Rio de Janeiro Publik: 27 618 Domare: Carol Chenard (Kanada) |

| 10          | 6 augusti 2016 | Sydafrika | 0 – 2           | Kina                         | Estádio Olímpico João Havelange                                |                                                                |
| 19:00 UTC−3 | 19:00 UTC−3    |           | (0 – 1) Rapport | 45+1′ Gu Yasha 87′ Tan Ruyin | Rio de Janeiro Publik: 25 000 Domare: Esther Staubli (Schweiz) | Rio de Janeiro Publik: 25 000 Domare: Esther Staubli (Schweiz) |
| 19:00 UTC−3 | 19:00 UTC−3    |           |                 |                              | Rio de Janeiro Publik: 25 000 Domare: Esther Staubli (Schweiz) | Rio de Janeiro Publik: 25 000 Domare: Esther Staubli (Schweiz) |
| 19:00 UTC−3 | 19:00 UTC−3    |           |                 |                              | Rio de Janeiro Publik: 25 000 Domare: Esther Staubli (Schweiz) | Rio de Janeiro Publik: 25 000 Domare: Esther Staubli (Schweiz) |

| 12          | 6 augusti 2016 | Brasilien                                                           | 5 – 1           | Sverige           | Estádio Olímpico João Havelange                               |                                                               |
| 22:00 UTC−3 | 22:00 UTC−3    | Beatriz Zaneratto João 21′, 86′ Cristiane 24′ Marta 44′ (str.), 80′ | (3 – 0) Rapport | 89′ Lotta Schelin | Rio de Janeiro Publik: 43 384 Domare: Lucila Venegas (Mexiko) | Rio de Janeiro Publik: 43 384 Domare: Lucila Venegas (Mexiko) |
| 22:00 UTC−3 | 22:00 UTC−3    |                                                                     |                 |                   | Rio de Janeiro Publik: 43 384 Domare: Lucila Venegas (Mexiko) | Rio de Janeiro Publik: 43 384 Domare: Lucila Venegas (Mexiko) |
| 22:00 UTC−3 | 22:00 UTC−3    |                                                                     |                 |                   | Rio de Janeiro Publik: 43 384 Domare: Lucila Venegas (Mexiko) | Rio de Janeiro Publik: 43 384 Domare: Lucila Venegas (Mexiko) |

| 15          | 9 augusti 2016 | Sydafrika | 0 – 0   | Brasilien | Arena da Amazônia                                            |                                                              |
| 21:00 UTC−4 | 21:00 UTC−4    |           | Rapport |           | Manaus Publik: 38 415 Domare: Stéphanie Frappart (Frankrike) | Manaus Publik: 38 415 Domare: Stéphanie Frappart (Frankrike) |
| 21:00 UTC−4 | 21:00 UTC−4    |           |         |           | Manaus Publik: 38 415 Domare: Stéphanie Frappart (Frankrike) | Manaus Publik: 38 415 Domare: Stéphanie Frappart (Frankrike) |
| 21:00 UTC−4 | 21:00 UTC−4    |           |         |           | Manaus Publik: 38 415 Domare: Stéphanie Frappart (Frankrike) | Manaus Publik: 38 415 Domare: Stéphanie Frappart (Frankrike) |

| 16          | 9 augusti 2016 | Kina | 0 – 0   | Sverige | Estádio Nacional Mané Garrincha                        |                                                        |
| 22:00 UTC−3 | 22:00 UTC−3    |      | Rapport |         | Brasília Publik: 7 648 Domare: Olga Miranda (Paraguay) | Brasília Publik: 7 648 Domare: Olga Miranda (Paraguay) |
| 22:00 UTC−3 | 22:00 UTC−3    |      |         |         | Brasília Publik: 7 648 Domare: Olga Miranda (Paraguay) | Brasília Publik: 7 648 Domare: Olga Miranda (Paraguay) |
| 22:00 UTC−3 | 22:00 UTC−3    |      |         |         | Brasília Publik: 7 648 Domare: Olga Miranda (Paraguay) | Brasília Publik: 7 648 Domare: Olga Miranda (Paraguay) |

### Grupp F
| Nr | Lag        | S | V | O | F | GM | IM | MS  | P |
| -- | ---------- | - | - | - | - | -- | -- | --- | - |
| 1  | Kanada     | 3 | 3 | 0 | 0 | 7  | 2  | +5  | 9 |
| 2  | Tyskland   | 3 | 1 | 1 | 1 | 9  | 5  | +4  | 4 |
| 3  | Australien | 3 | 1 | 1 | 1 | 8  | 5  | +3  | 4 |
| 4  | Zimbabwe   | 3 | 0 | 0 | 3 | 3  | 15 | −12 | 0 |

| 2           | 3 augusti 2016 | Kanada                                  | 2 – 0           | Australien | Arena Corinthians                                               |                                                                 |
| 15:00 UTC−3 | 15:00 UTC−3    | Janine Beckie 1′ Christine Sinclair 80′ | (1 – 0) Rapport |            | São Paulo Publik: 20 521 Domare: Stéphanie Frappart (Frankrike) | São Paulo Publik: 20 521 Domare: Stéphanie Frappart (Frankrike) |
| 15:00 UTC−3 | 15:00 UTC−3    |                                         |                 |            | São Paulo Publik: 20 521 Domare: Stéphanie Frappart (Frankrike) | São Paulo Publik: 20 521 Domare: Stéphanie Frappart (Frankrike) |
| 15:00 UTC−3 | 15:00 UTC−3    |                                         |                 |            | São Paulo Publik: 20 521 Domare: Stéphanie Frappart (Frankrike) | São Paulo Publik: 20 521 Domare: Stéphanie Frappart (Frankrike) |

| 4           | 3 augusti 2016 | Zimbabwe              | 1 – 6           | Tyskland | Arena Corinthians                                     |                                                       |
| 18:00 UTC−3 | 18:00 UTC−3    | Kudakwashe Basopo 50′ | (0 – 2) Rapport | 22′ Sara Däbritz 36′ Alexandra Popp 53′, 78′ Melanie Behringer 83′ Melanie Leupolz 90′ (sjm.) Eunice Chibanda | São Paulo Publik: 20 521 Domare: Rita Gani (Malaysia) | São Paulo Publik: 20 521 Domare: Rita Gani (Malaysia) |
| 18:00 UTC−3 | 18:00 UTC−3    |                       |                 | | São Paulo Publik: 20 521 Domare: Rita Gani (Malaysia) | São Paulo Publik: 20 521 Domare: Rita Gani (Malaysia) |
| 18:00 UTC−3 | 18:00 UTC−3    |                       |                 | | São Paulo Publik: 20 521 Domare: Rita Gani (Malaysia) | São Paulo Publik: 20 521 Domare: Rita Gani (Malaysia) |

| 7           | 6 augusti 2016 | Kanada                                              | 3 – 1           | Zimbabwe           | Arena Corinthians                                        |                                                          |
| 15:00 UTC−3 | 15:00 UTC−3    | Janine Beckie 7′, 35′ Christine Sinclair 19′ (str.) | (3 – 0) Rapport | 86′ Mavis Chirandu | São Paulo Publik: 30 295 Domare: Olga Miranda (Paraguay) | São Paulo Publik: 30 295 Domare: Olga Miranda (Paraguay) |
| 15:00 UTC−3 | 15:00 UTC−3    |                                                     |                 |                    | São Paulo Publik: 30 295 Domare: Olga Miranda (Paraguay) | São Paulo Publik: 30 295 Domare: Olga Miranda (Paraguay) |
| 15:00 UTC−3 | 15:00 UTC−3    |                                                     |                 |                    | São Paulo Publik: 30 295 Domare: Olga Miranda (Paraguay) | São Paulo Publik: 30 295 Domare: Olga Miranda (Paraguay) |

| 9           | 6 augusti 2016 | Tyskland                                | 2 – 2           | Australien                         | Arena Corinthians                                                  |                                                                    |
| 18:00 UTC−3 | 18:00 UTC−3    | Sara Däbritz 45+2′ Saskia Bartusiak 88′ | (1 – 2) Rapport | 6′ Samantha Kerr 45′ Caitlin Foord | São Paulo Publik: 37 475 Domare: Anna-Marie Keighley (Nya Zeeland) | São Paulo Publik: 37 475 Domare: Anna-Marie Keighley (Nya Zeeland) |
| 18:00 UTC−3 | 18:00 UTC−3    |                                         |                 |                                    | São Paulo Publik: 37 475 Domare: Anna-Marie Keighley (Nya Zeeland) | São Paulo Publik: 37 475 Domare: Anna-Marie Keighley (Nya Zeeland) |
| 18:00 UTC−3 | 18:00 UTC−3    |                                         |                 |                                    | São Paulo Publik: 37 475 Domare: Anna-Marie Keighley (Nya Zeeland) | São Paulo Publik: 37 475 Domare: Anna-Marie Keighley (Nya Zeeland) |

| 18          | 9 augusti 2016 | Tyskland                     | 1 – 2           | Kanada                    | Estádio Nacional Mané Garrincha                        |                                                        |
| 16:00 UTC−3 | 16:00 UTC−3    | Melanie Behringer 13′ (str.) | (1 – 1) Rapport | 26′, 60′ Melissa Tancredi | Brasilia Publik: 8 227 Domare: Ri Hyang-ok (Nordkorea) | Brasilia Publik: 8 227 Domare: Ri Hyang-ok (Nordkorea) |
| 16:00 UTC−3 | 16:00 UTC−3    |                              |                 |                           | Brasilia Publik: 8 227 Domare: Ri Hyang-ok (Nordkorea) | Brasilia Publik: 8 227 Domare: Ri Hyang-ok (Nordkorea) |
| 16:00 UTC−3 | 16:00 UTC−3    |                              |                 |                           | Brasilia Publik: 8 227 Domare: Ri Hyang-ok (Nordkorea) | Brasilia Publik: 8 227 Domare: Ri Hyang-ok (Nordkorea) |

| 17          | 9 augusti 2016 | Australien                                                                                         | 6 – 1           | Zimbabwe               | Arena Fonte Nova                                            |                                                             |
| 16:00 UTC−3 | 16:00 UTC−3    | Lisa De Vanna 2′ Clare Polkinghorne 15′ Alanna Kennedy 37′ Kyah Simon 50′ Michelle Heyman 55′, 66′ | (3 – 0) Rapport | 90+1′ Emmaculate Msipa | Salvador Publik: 5 115 Domare: Esther Staubli (Nya Zeeland) | Salvador Publik: 5 115 Domare: Esther Staubli (Nya Zeeland) |
| 16:00 UTC−3 | 16:00 UTC−3    | |                 |                        | Salvador Publik: 5 115 Domare: Esther Staubli (Nya Zeeland) | Salvador Publik: 5 115 Domare: Esther Staubli (Nya Zeeland) |
| 16:00 UTC−3 | 16:00 UTC−3    | |                 |                        | Salvador Publik: 5 115 Domare: Esther Staubli (Nya Zeeland) | Salvador Publik: 5 115 Domare: Esther Staubli (Nya Zeeland) |

### Grupp G
| Nr | Lag         | S | V | O | F | GM | IM | MS | P |
| -- | ----------- | - | - | - | - | -- | -- | -- | - |
| 1  | USA         | 3 | 2 | 1 | 0 | 5  | 2  | +3 | 7 |
| 2  | Frankrike   | 3 | 2 | 0 | 1 | 7  | 1  | +6 | 6 |
| 3  | Nya Zeeland | 3 | 1 | 0 | 2 | 1  | 5  | −4 | 3 |
| 4  | Colombia    | 3 | 0 | 1 | 2 | 2  | 7  | −5 | 1 |

| 5           | 3 augusti 2016 | USA                            | 2 – 0           | Nya Zeeland | Mineirão                                                        |                                                                 |
| 19:00 UTC−3 | 19:00 UTC−3    | Carli Lloyd 9′ Alex Morgan 46′ | (1 – 0) Rapport |             | Belo Horizonte Publik: 10 059 Domare: Kateryna Monzul (Ukraina) | Belo Horizonte Publik: 10 059 Domare: Kateryna Monzul (Ukraina) |
| 19:00 UTC−3 | 19:00 UTC−3    |                                |                 |             | Belo Horizonte Publik: 10 059 Domare: Kateryna Monzul (Ukraina) | Belo Horizonte Publik: 10 059 Domare: Kateryna Monzul (Ukraina) |
| 19:00 UTC−3 | 19:00 UTC−3    |                                |                 |             | Belo Horizonte Publik: 10 059 Domare: Kateryna Monzul (Ukraina) | Belo Horizonte Publik: 10 059 Domare: Kateryna Monzul (Ukraina) |

| 6           | 3 augusti 2016 | Frankrike                                                                       | 4 – 0           | Colombia | Mineirão                                                     |                                                              |
| 22:00 UTC−3 | 22:00 UTC−3    | Carolina Arias 2′ (sjm.) Eugénie Le Sommer 14′ Camille Abily 42′ Amel Majri 82′ | (3 – 0) Rapport |          | Belo Horizonte Publik: 6 847 Domare: Ri Hyang-ok (Nordkorea) | Belo Horizonte Publik: 6 847 Domare: Ri Hyang-ok (Nordkorea) |
| 22:00 UTC−3 | 22:00 UTC−3    |                                                                                 |                 |          | Belo Horizonte Publik: 6 847 Domare: Ri Hyang-ok (Nordkorea) | Belo Horizonte Publik: 6 847 Domare: Ri Hyang-ok (Nordkorea) |
| 22:00 UTC−3 | 22:00 UTC−3    |                                                                                 |                 |          | Belo Horizonte Publik: 6 847 Domare: Ri Hyang-ok (Nordkorea) | Belo Horizonte Publik: 6 847 Domare: Ri Hyang-ok (Nordkorea) |

| 8           | 6 augusti 2016 | USA             | 1 – 0           | Frankrike | Mineirão                                                          |                                                                   |
| 17:00 UTC−3 | 17:00 UTC−3    | Carli Lloyd 63′ | (0 – 0) Rapport |           | Belo Horizonte Publik: 11 782 Domare: Claudia Umpierrez (Uruguay) | Belo Horizonte Publik: 11 782 Domare: Claudia Umpierrez (Uruguay) |
| 17:00 UTC−3 | 17:00 UTC−3    |                 |                 |           | Belo Horizonte Publik: 11 782 Domare: Claudia Umpierrez (Uruguay) | Belo Horizonte Publik: 11 782 Domare: Claudia Umpierrez (Uruguay) |
| 17:00 UTC−3 | 17:00 UTC−3    |                 |                 |           | Belo Horizonte Publik: 11 782 Domare: Claudia Umpierrez (Uruguay) | Belo Horizonte Publik: 11 782 Domare: Claudia Umpierrez (Uruguay) |

| 11          | 6 augusti 2016 | Colombia | 0 – 1           | Nya Zeeland     | Mineirão                                                    |                                                             |
| 20:00 UTC−3 | 20:00 UTC−3    |          | (0 – 1) Rapport | 31′ Amber Hearn | Belo Horizonte Publik: 8 505 Domare: Gladys Lengwe (Zambia) | Belo Horizonte Publik: 8 505 Domare: Gladys Lengwe (Zambia) |
| 20:00 UTC−3 | 20:00 UTC−3    |          |                 |                 | Belo Horizonte Publik: 8 505 Domare: Gladys Lengwe (Zambia) | Belo Horizonte Publik: 8 505 Domare: Gladys Lengwe (Zambia) |
| 20:00 UTC−3 | 20:00 UTC−3    |          |                 |                 | Belo Horizonte Publik: 8 505 Domare: Gladys Lengwe (Zambia) | Belo Horizonte Publik: 8 505 Domare: Gladys Lengwe (Zambia) |

| 13          | 9 augusti 2016 | Colombia               | 2 – 2           | USA                               | Arena Amazônia                                         |                                                        |
| 18:00 UTC−4 | 18:00 UTC−4    | Catalina Usme 26′, 90′ | (1 – 1) Rapport | 41′ Crystal Dunn 59′ Mallory Pugh | Manaus Publik: 30 557 Domare: Teodora Albon (Rumänien) | Manaus Publik: 30 557 Domare: Teodora Albon (Rumänien) |
| 18:00 UTC−4 | 18:00 UTC−4    |                        |                 |                                   | Manaus Publik: 30 557 Domare: Teodora Albon (Rumänien) | Manaus Publik: 30 557 Domare: Teodora Albon (Rumänien) |
| 18:00 UTC−4 | 18:00 UTC−4    |                        |                 |                                   | Manaus Publik: 30 557 Domare: Teodora Albon (Rumänien) | Manaus Publik: 30 557 Domare: Teodora Albon (Rumänien) |

| 14          | 9 augusti 2016 | Nya Zeeland | 0 – 3           | Frankrike                                               | Arena Fonte Nova                                      |                                                       |
| 19:00 UTC−3 | 19:00 UTC−3    |             | (0 – 1) Rapport | 38′ Eugénie Le Sommer 63′, 90+2′ (str.) Louisa Cadamuro | Salvador Publik: 7 350 Domare: Lucia Venegas (Mexiko) | Salvador Publik: 7 350 Domare: Lucia Venegas (Mexiko) |
| 19:00 UTC−3 | 19:00 UTC−3    |             |                 |                                                         | Salvador Publik: 7 350 Domare: Lucia Venegas (Mexiko) | Salvador Publik: 7 350 Domare: Lucia Venegas (Mexiko) |
| 19:00 UTC−3 | 19:00 UTC−3    |             |                 |                                                         | Salvador Publik: 7 350 Domare: Lucia Venegas (Mexiko) | Salvador Publik: 7 350 Domare: Lucia Venegas (Mexiko) |

### Rankning av grupptreor
| Nr | Lag (grupp)     | S | V | O | F | GM | IM | MS | P |
| -- | --------------- | - | - | - | - | -- | -- | -- | - |
| 1  | Australien (F)  | 3 | 1 | 1 | 1 | 8  | 5  | +3 | 4 |
| 2  | Sverige (E)     | 3 | 1 | 1 | 1 | 2  | 5  | −3 | 4 |
| 3  | Nya Zeeland (G) | 3 | 1 | 0 | 2 | 1  | 5  | −4 | 3 |

## Slutspel

### Slutspelsträd
|  | Kvartsfinaler    | Kvartsfinaler  |           |       | Semifinaler | Semifinaler |  |  | Final | Final |
|  |                  |                |           |       |             |             |  |  |       |       |
|  |                  |                |           |       |             |             |  |  |       |       |
|  |                  |                |           |       |             |             |  |  |       |       |
|  | Brasilien (str.) | 0 (7)          |           |       |             |             |  |  |       |       |
|  | Brasilien (str.) | 0 (7)          |           |       |             |             |  |  |       |       |
|  | Australien       | 0 (6)          |           |       |             |             |  |  |       |       |
|  | Australien       | 0 (6)          | Brasilien | 0 (3) |             |             |  |  |       |       |
|  |                  |                | Brasilien | 0 (3) |             |             |  |  |       |       |
|  |                  | Sverige (str.) | 0 (4)     |       |             |             |  |  |       |       |
|  | USA              | Sverige (str.) | 0 (4)     | 1 (3) |             |             |  |  |       |       |
|  | USA              |                |           | 1 (3) |             |             |  |  |       |       |
|  | Sverige (str.)   | 1 (4)          |           |       |             |             |  |  |       |       |
|  | Sverige (str.)   | 1 (4)          | Sverige   | 1     |             |             |  |  |       |       |
|  |                  |                | Sverige   | 1     |             |             |  |  |       |       |
|  |                  | Tyskland       | 2         |       |             |             |  |  |       |       |
|  | Kanada           | Tyskland       | 2         | 1     |             |             |  |  |       |       |
|  | Kanada           |                |           | 1     |             |             |  |  |       |       |
|  | Frankrike        | 0              |           |       |             |             |  |  |       |       |
|  | Frankrike        | 0              | Kanada    | 0     |             |             |  |  |       |       |
|  |                  |                | Kanada    | 0     |             |             |  |  |       |       |
|  |                  | Tyskland       | 2         |       | Bronsmatch  | Bronsmatch  |  |  |       |       |
|  | Kina             | Tyskland       | 2         | 0     | Bronsmatch  | Bronsmatch  |  |  |       |       |
|  | Kina             |                |           | 0     |             |             |  |  |       |       |
|  | Tyskland         | 1              |           |       |             |             |  |  |       |       |
|  | Tyskland         | 1              | Brasilien | 1     |             |             |  |  |       |       |
|  |                  |                |           |       |             |             |  |  |       |       |
|  | Kanada           | 2              |           |       |             |             |  |  |       |       |
|  | Kanada           | 2              |           |       |             |             |  |  |       |       |

### Kvartsfinaler
| 19          | 12 augusti 2016 | USA                                                               | 0000 1 – 1 (e.fl.)         | Sverige                                                                     | Estádio Nacional Mané Garrincha                                   |                                                                   |
| 13:00 UTC−3 | 13:00 UTC−3     | Alex Morgan 77′                                                   | (0 – 0) Rapport            | 61′ Stina Blackstenius                                                      | Brasília Publik: 13 892 Domare: Anna-Marie Keighley (Nya Zeeland) | Brasília Publik: 13 892 Domare: Anna-Marie Keighley (Nya Zeeland) |
| 13:00 UTC−3 | 13:00 UTC−3     |                                                                   |                            |                                                                             | Brasília Publik: 13 892 Domare: Anna-Marie Keighley (Nya Zeeland) | Brasília Publik: 13 892 Domare: Anna-Marie Keighley (Nya Zeeland) |
| 13:00 UTC−3 | 13:00 UTC−3     | Alex Morgan Lindsey Horan Carli Lloyd Morgan Brian Christen Press | Straffsparksläggning 3 – 4 | Lotta Schelin Kosovare Asllani Linda Sembrant Caroline Seger Lisa Dahlkvist | Brasília Publik: 13 892 Domare: Anna-Marie Keighley (Nya Zeeland) | Brasília Publik: 13 892 Domare: Anna-Marie Keighley (Nya Zeeland) |

| 20          | 12 augusti 2016 | Kina | 0 – 1           | Tyskland              | Arena Fonte Nova                                         |                                                          |
| 16:00 UTC−3 | 16:00 UTC−3     |      | (0 – 0) Rapport | 76′ Melanie Behringer | Salvador Publik: 9 642 Domare: Kateryna Monzul (Ukraina) | Salvador Publik: 9 642 Domare: Kateryna Monzul (Ukraina) |
| 16:00 UTC−3 | 16:00 UTC−3     |      |                 |                       | Salvador Publik: 9 642 Domare: Kateryna Monzul (Ukraina) | Salvador Publik: 9 642 Domare: Kateryna Monzul (Ukraina) |
| 16:00 UTC−3 | 16:00 UTC−3     |      |                 |                       | Salvador Publik: 9 642 Domare: Kateryna Monzul (Ukraina) | Salvador Publik: 9 642 Domare: Kateryna Monzul (Ukraina) |

| 21          | 12 augusti 2016 | Kanada             | 1 – 0           | Frankrike | Arena Corinthians                                            |                                                              |
| 19:00 UTC−3 | 19:00 UTC−3     | Sophie Schmidt 56′ | (0 – 0) Rapport |           | São Paulo Publik: 38 688 Domare: Claudia Umpierrez (Uruguay) | São Paulo Publik: 38 688 Domare: Claudia Umpierrez (Uruguay) |
| 19:00 UTC−3 | 19:00 UTC−3     |                    |                 |           | São Paulo Publik: 38 688 Domare: Claudia Umpierrez (Uruguay) | São Paulo Publik: 38 688 Domare: Claudia Umpierrez (Uruguay) |
| 19:00 UTC−3 | 19:00 UTC−3     |                    |                 |           | São Paulo Publik: 38 688 Domare: Claudia Umpierrez (Uruguay) | São Paulo Publik: 38 688 Domare: Claudia Umpierrez (Uruguay) |

| 22          | 12 augusti 2016 | Brasilien | 0000 0 – 0 (e.fl.)         | Australien | Mineirão                                                     |                                                              |
| 22:00 UTC−3 | 22:00 UTC−3     | | Rapport                    | | Belo Horizonte Publik: 52 660 Domare: Carol Chenard (Kanada) | Belo Horizonte Publik: 52 660 Domare: Carol Chenard (Kanada) |
| 22:00 UTC−3 | 22:00 UTC−3     | |                            | | Belo Horizonte Publik: 52 660 Domare: Carol Chenard (Kanada) | Belo Horizonte Publik: 52 660 Domare: Carol Chenard (Kanada) |
| 22:00 UTC−3 | 22:00 UTC−3     | Andressa Alves da Silva Andressa Cavalari Machry Beatriz Rafaelle Souza Marta Débora Cristiane de Oliveira Monica Tamires Cássia Dias Gomes | Straffsparksläggning 7 – 6 | Elise Kellond-Knight Laura Alleway Emily van Egmond Clare Polkinghorne Katrina Gorry Michelle Heyman Chloe Logarzo Alanna Kennedy | Belo Horizonte Publik: 52 660 Domare: Carol Chenard (Kanada) | Belo Horizonte Publik: 52 660 Domare: Carol Chenard (Kanada) |

### Semifinaler
| 24          | 16 augusti 2016 | Brasilien                                                                       | 0000 0 – 0 (e.fl.)         | Sverige                                                                    | Maracanã                                                     |                                                              |
| 13:00 UTC−3 | 13:00 UTC−3     |                                                                                 | Rapport                    |                                                                            | Rio de Janeiro Publik: 70 454 Domare: Lucia Venegas (Mexiko) | Rio de Janeiro Publik: 70 454 Domare: Lucia Venegas (Mexiko) |
| 13:00 UTC−3 | 13:00 UTC−3     |                                                                                 |                            |                                                                            | Rio de Janeiro Publik: 70 454 Domare: Lucia Venegas (Mexiko) | Rio de Janeiro Publik: 70 454 Domare: Lucia Venegas (Mexiko) |
| 13:00 UTC−3 | 13:00 UTC−3     | Marta Cristiane Andressa Alves da Silva Rafaelle Souza Andressa Cavalari Machry | Straffsparksläggning 3 – 4 | Lotta Schelin Kosovare Asllani Caroline Seger Nilla Fischer Lisa Dahlkvist | Rio de Janeiro Publik: 70 454 Domare: Lucia Venegas (Mexiko) | Rio de Janeiro Publik: 70 454 Domare: Lucia Venegas (Mexiko) |

| 23          | 16 augusti 2016 | Kanada | 0 – 2           | Tyskland                                      | Mineirão                                                     |                                                              |
| 16:00 UTC−3 | 16:00 UTC−3     |        | (0 – 1) Rapport | 21′ (str.) Melanie Behringer 59′ Sara Däbritz | Belo Horizonte Publik: 5 641 Domare: Ri Hyang-ok (Nordkorea) | Belo Horizonte Publik: 5 641 Domare: Ri Hyang-ok (Nordkorea) |
| 16:00 UTC−3 | 16:00 UTC−3     |        |                 |                                               | Belo Horizonte Publik: 5 641 Domare: Ri Hyang-ok (Nordkorea) | Belo Horizonte Publik: 5 641 Domare: Ri Hyang-ok (Nordkorea) |
| 16:00 UTC−3 | 16:00 UTC−3     |        |                 |                                               | Belo Horizonte Publik: 5 641 Domare: Ri Hyang-ok (Nordkorea) | Belo Horizonte Publik: 5 641 Domare: Ri Hyang-ok (Nordkorea) |

### Bronsmatch
| 25          | 19 augusti 2016 | Brasilien                  | 1 – 2           | Kanada                                 | Arena Corinthians                                         |                                                           |
| 13:00 UTC−3 | 13:00 UTC−3     | Beatriz Zaneratto João 79′ | (0 – 1) Rapport | 25′ Deanne Rose 52′ Christine Sinclair | São Paulo Publik: 39 718 Domare: Teodora Albon (Rumänien) | São Paulo Publik: 39 718 Domare: Teodora Albon (Rumänien) |
| 13:00 UTC−3 | 13:00 UTC−3     |                            |                 |                                        | São Paulo Publik: 39 718 Domare: Teodora Albon (Rumänien) | São Paulo Publik: 39 718 Domare: Teodora Albon (Rumänien) |
| 13:00 UTC−3 | 13:00 UTC−3     |                            |                 |                                        | São Paulo Publik: 39 718 Domare: Teodora Albon (Rumänien) | São Paulo Publik: 39 718 Domare: Teodora Albon (Rumänien) |

### Final
| 26          | 19 augusti 2016 | Sverige                | 1 – 2           | Tyskland                                         | Maracanã                                                     |                                                              |
| 17:30 UTC−3 | 17:30 UTC−3     | Stina Blackstenius 67′ | (0 – 0) Rapport | 48′ Dzsenifer Marozsán 62′ (sjm.) Linda Sembrant | Rio de Janeiro Publik: 52 432 Domare: Carol Chenard (Kanada) | Rio de Janeiro Publik: 52 432 Domare: Carol Chenard (Kanada) |
| 17:30 UTC−3 | 17:30 UTC−3     |                        |                 |                                                  | Rio de Janeiro Publik: 52 432 Domare: Carol Chenard (Kanada) | Rio de Janeiro Publik: 52 432 Domare: Carol Chenard (Kanada) |
| 17:30 UTC−3 | 17:30 UTC−3     |                        |                 |                                                  | Rio de Janeiro Publik: 52 432 Domare: Carol Chenard (Kanada) | Rio de Janeiro Publik: 52 432 Domare: Carol Chenard (Kanada) |

## Slutställning
Matcher avgjorda under förlängning räknas som vinst respektive förlust, matcher avgjorda efter straffsparksläggning räknas som oavgjort.
| Nr | Lag         | S | V | O | F | GM | IM | MS  | P  |
| -- | ----------- | - | - | - | - | -- | -- | --- | -- |
| 1  | Tyskland    | 6 | 4 | 1 | 1 | 14 | 6  | +8  | 13 |
| 2  | Sverige     | 6 | 1 | 3 | 2 | 4  | 8  | −4  | 6  |
| 3  | Kanada      | 6 | 5 | 0 | 1 | 10 | 5  | +5  | 15 |
| 4  | Brasilien   | 6 | 2 | 3 | 1 | 9  | 3  | +6  | 9  |
| 5  | USA         | 4 | 2 | 2 | 0 | 6  | 3  | +3  | 8  |
| 6  | Frankrike   | 4 | 2 | 0 | 2 | 7  | 2  | +5  | 6  |
| 7  | Australien  | 4 | 1 | 2 | 1 | 8  | 5  | +3  | 5  |
| 8  | Kina        | 4 | 1 | 1 | 2 | 2  | 4  | −2  | 4  |
| 9  | Nya Zeeland | 3 | 1 | 0 | 2 | 1  | 5  | −4  | 3  |
| 10 | Sydafrika   | 3 | 0 | 1 | 2 | 0  | 3  | −3  | 1  |
| 11 | Colombia    | 3 | 0 | 1 | 2 | 2  | 7  | −5  | 1  |
| 12 | Zimbabwe    | 3 | 0 | 0 | 3 | 3  | 15 | −12 | 0  |

## Medaljörer
| Gren  | Guld | Silver | Brons |
| Damer | Tyskland · Almuth Schult · Josephine Henning · Saskia Bartusiak · Leonie Maier · Annike Krahn · Melanie Behringer · Lena Goeßling · Alexandra Popp · Dzsenifer Marozsán · Anja Mittag · Tabea Kemme · Sara Däbritz · Babett Peter · Mandy Islacker · Melanie Leupolz · Isabel Kerschowski · Laura Benkarth · Svenja Huth | Sverige · Jonna Andersson · Emilia Appelqvist · Kosovare Asllani · Emma Berglund · Stina Blackstenius · Hilda Carlén · Lisa Dahlkvist · Magdalena Ericsson · Nilla Fischer · Sofia Jakobsson · Hedvig Lindahl · Fridolina Rolfö · Elin Rubensson · Jessica Samuelsson · Lotta Schelin · Caroline Seger · Linda Sembrant · Olivia Schough | Kanada · Stephanie Labbé · Allysha Chapman · Kadeisha Buchanan · Shelina Zadorsky · Rebecca Quinn · Deanne Rose · Rhian Wilkinson · Diana Matheson · Josée Bélanger · Ashley Lawrence · Desiree Scott · Christine Sinclair · Sophie Schmidt · Melissa Tancredi · Nichelle Prince · Janine Beckie · Jessie Fleming · Sabrina D'Angelo |